# Salceda de Caselas

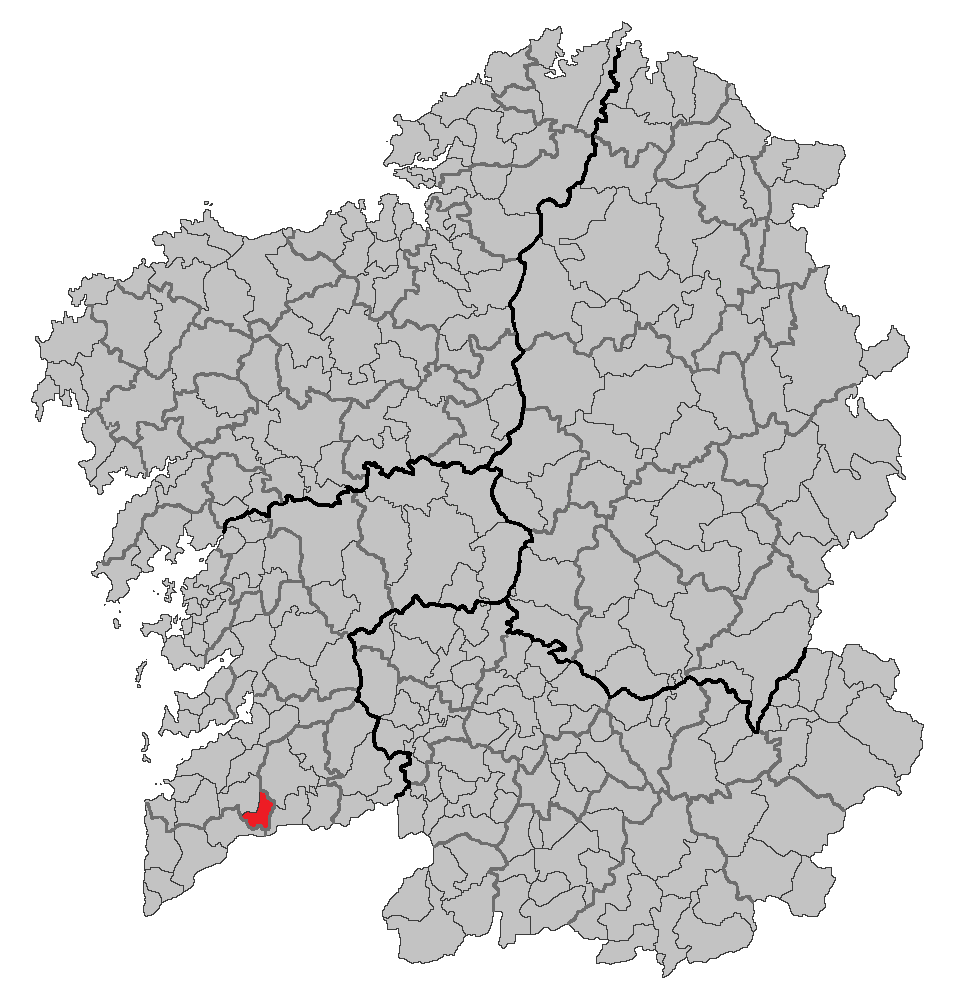
Salceda de Caselas, Pontevedra, Galizia

Salceda de Caselas è un comune spagnolo di 6 335 abitanti situato nella comunità autonoma della Galizia.